# Antaeotricha suffumigata
Antaeotricha suffumigata là một loài bướm đêm thuộc họ Oecophoridae. Nó là loài đặc hữu của Grenada.
Sải cánh dài 16–20 mm.